# Daphne laureola
Daphne laureola — вид квіткових рослин родини тимелеєві (Thymelaeaceae).

## Поширення
Вид поширений в Західній і Південній Європі та Північній Африці (Марокко, Алжир, Азорські острови). В Україні росте на Південному березі Криму, куди був завезений у XIX столітті з Середземномор'я.

## Опис
Вічнозелені дрібні чагарники заввишки 0,5–1,5 м. Листя ланцетоподібне, 2–13 см завдовжки, схоже на листя лавра.